# Негодяи (фильм, 1942)
«Негодяи» (англ. The Spoilers) — фильм режиссёра Рэя Энрайта.

## Сюжет
Конец XIX века, эпоха «золотой лихорадки», охватившая Аляску. Нешуточные беспорядки разворачиваются в районе города Ном, где правят ловкие мошенники. Капитан Рой Гленнистер (Джон Уэйн) — честный и порядочный землевладелец, у которого обманным путём пытаются отсудить прииск.
За вероломной аферой стоит чиновник Александр Макнамара (Рэндольф Скотт), сговорившийся с местным судьёй. Вместе со своей женщиной, очаровательной владелицей местного кабаре Черри Малотт (Марлен Дитрих), Рой изо всех сил пытается противостоять козням негодяя.

## В ролях
- Марлен Дитрих — Черри Малотт
- Рэндольф Скотт — Александр Макнамара
- Джон Уэйн — Рой Гленнистер[1]
- Маргарет Линдси — Хелен Честер
- Гарри Кэри — Эл Декстри
- Ричард Бартелмесс — Бронко Кид Фэрроу
- Чарльз Хэлтон — Джонатан Стюв

В титрах не указаны
- Джон Эллиотт — инженер Келли
- Гарри Кординг — шахтёр
- Ирвинг Бейкон — гостиничный менеджер
- Гленн Стрейндж — помощник шерифа